# De Vliert (wijk)
De Vliert is een buurt in 's-Hertogenbosch, in de Nederlandse provincie Noord-Brabant en behoort tot de wijk Muntel/Vliert. De buurt heeft een oppervlakte van 73 ha en er wonen 3426 mensen. De buurt dankt haar naam aan de vele stroompjes die bij of rondom 's-Hertogenbosch vroeger de Maas in stroomden.
De Vliert wordt vaak in één adem genoemd met twee andere buurten, De Muntel en Orthenpoort. Het ligt dan ook in de wijk Muntel/Vliert. De Vliert is na 1920 gebouwd, nadat De Muntel in 1917 gereed kwam.